# Chân châu tía
Lythrum salicaria là một loài thực vật có hoa trong họ Lythraceae. Loài này được Carl von Linné mô tả khoa học đầu tiên năm 1753.
Là loài bản địa Châu Âu, Châu Á, tây bắc Châu Phi và đông nam Australia.

## Hình ảnh

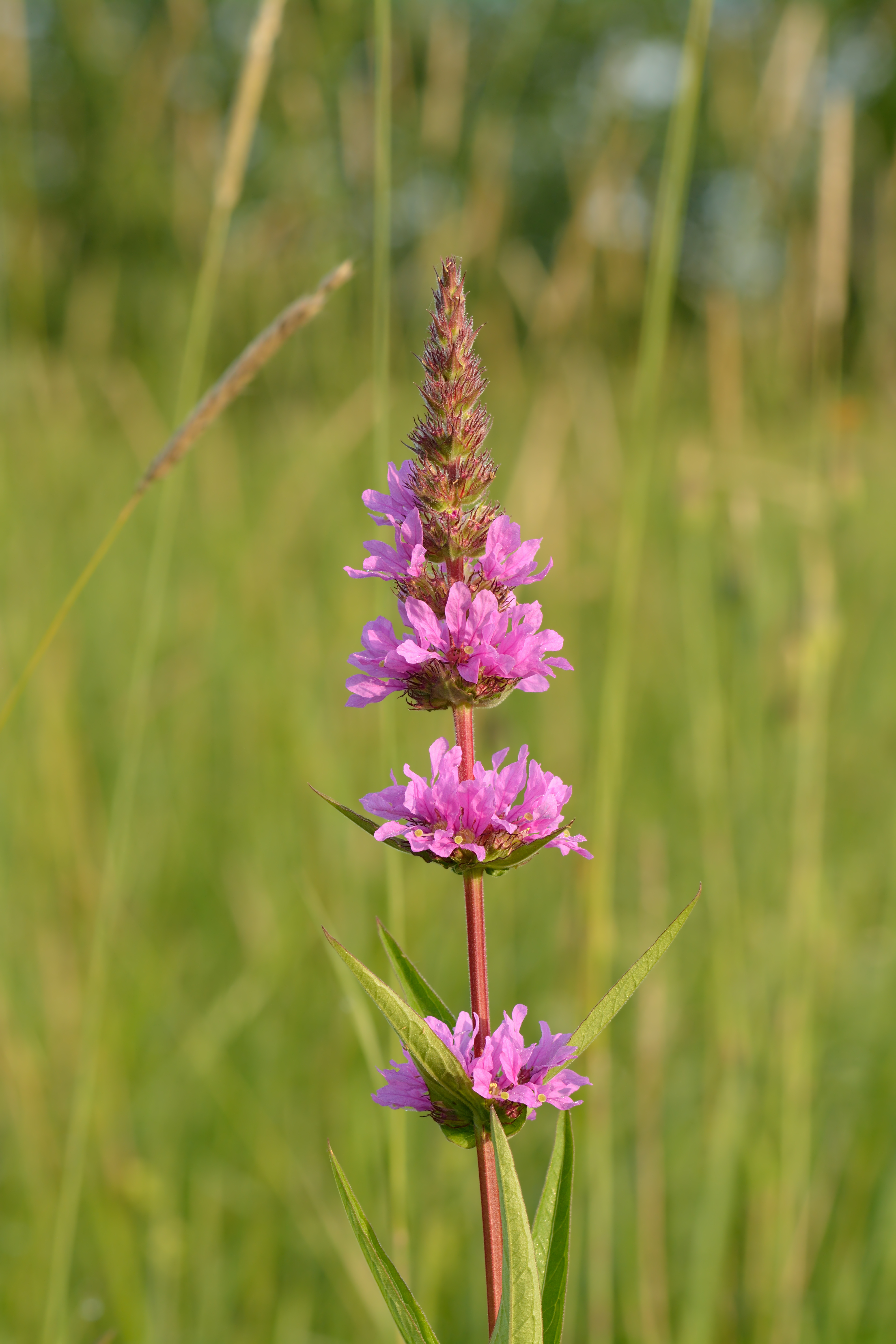
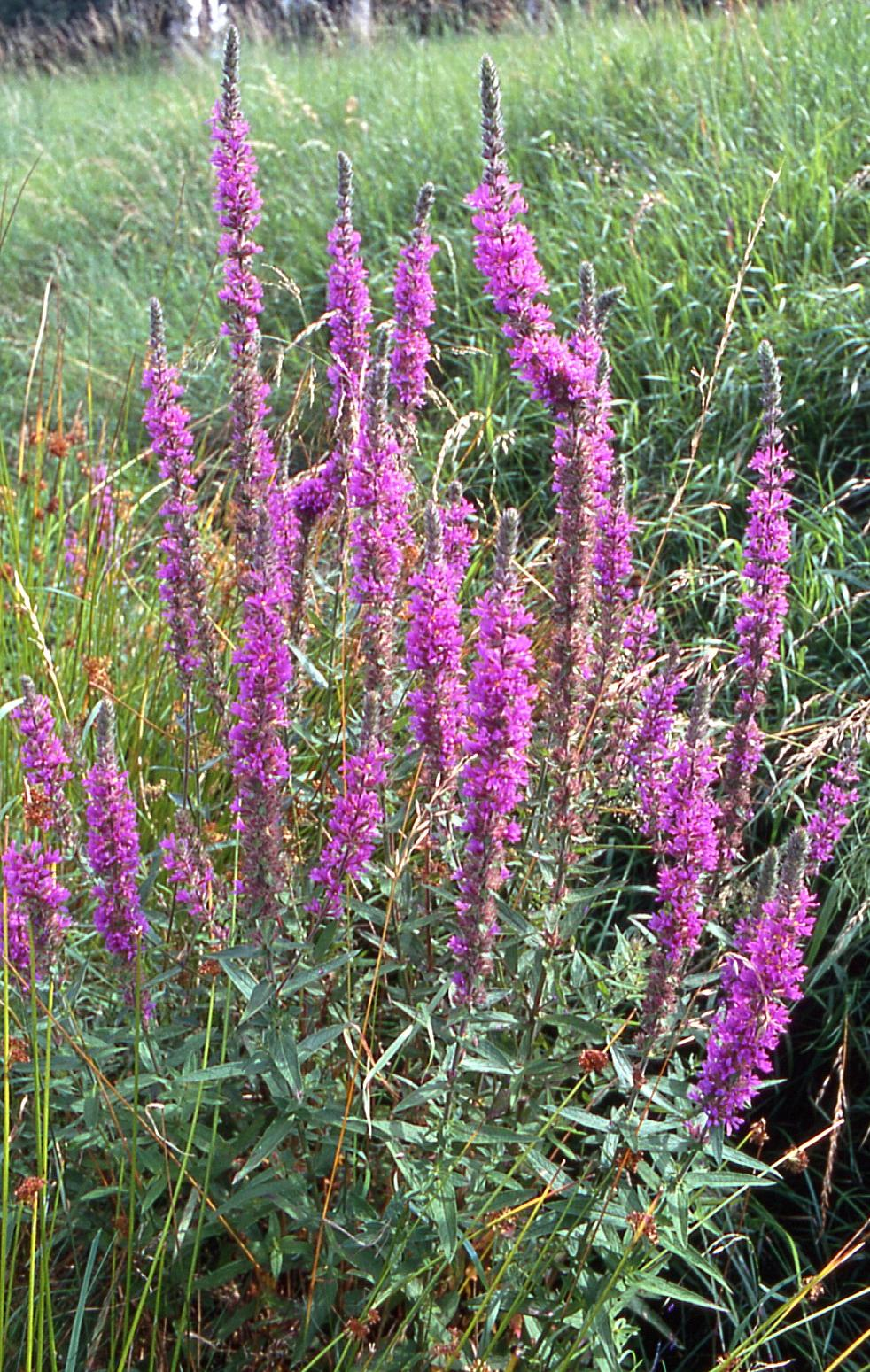
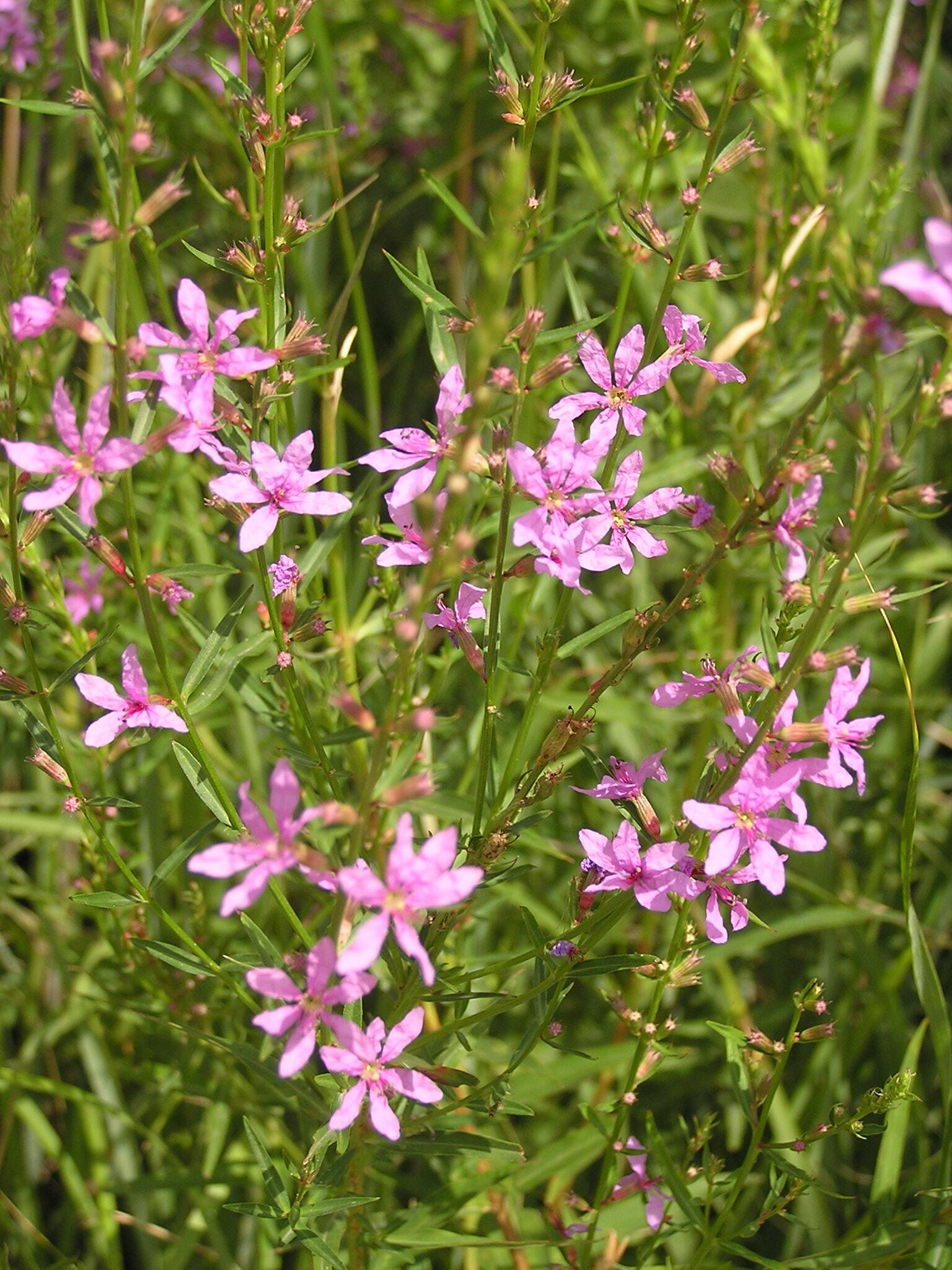
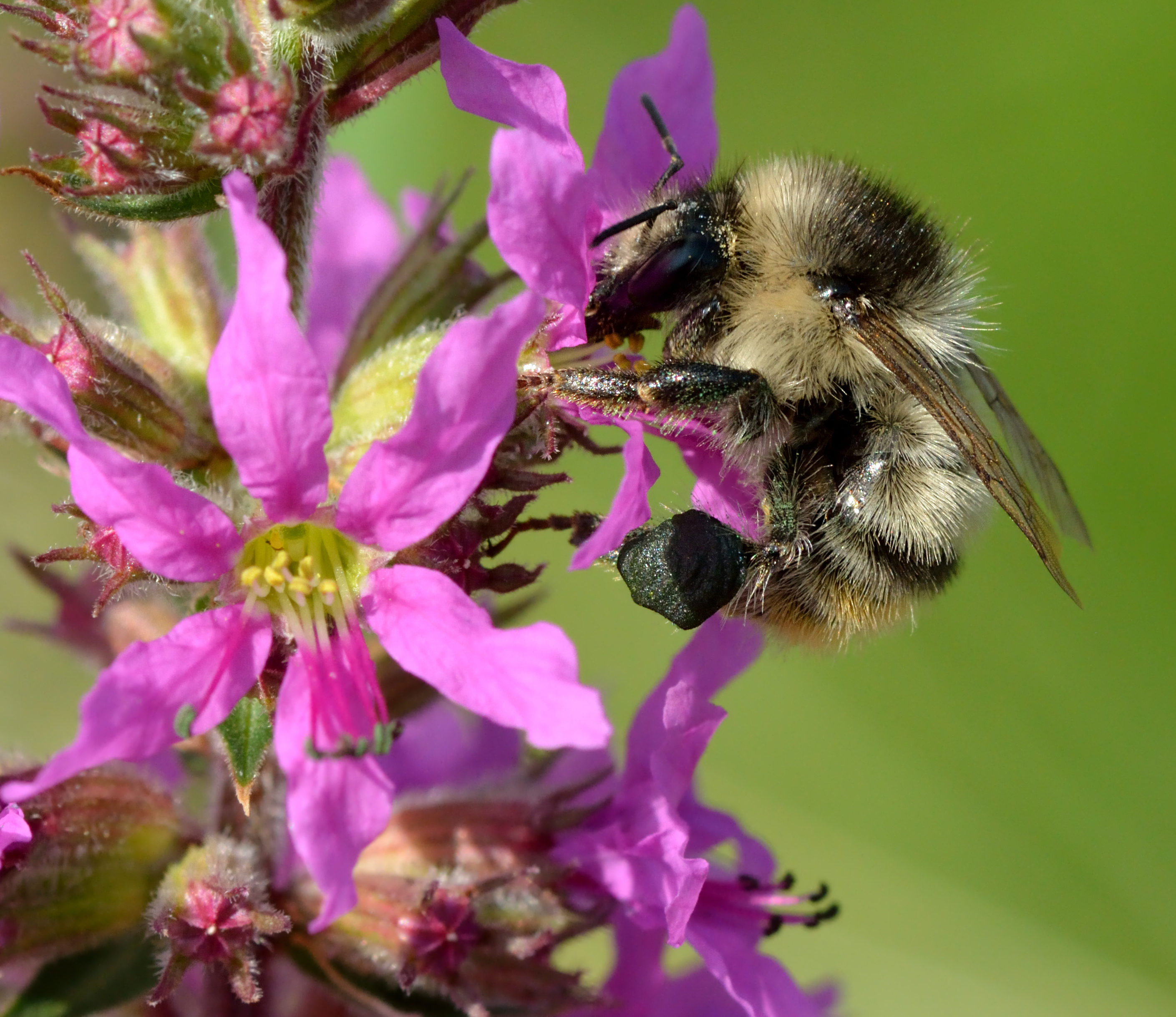